# Ālī Qāpū
Palača Ālī Qāpū (perzijsko عالی قاپو, latinizirano: 'Ālī Qāpū) ali Velika Ālī Qāpū je cesarska palača v Isfahanu v Iranu. Stojina zahodni strani trga Nakš-e Džahan, nasproti mošeje šejka Lotfollaha in je bila prvotno zasnovana kot ogromen portalni vhod v veliko palačo, ki bi je raztezala od trga Nakš-e Džahan do avenije Čahar bag. Palača je služila kot uradna rezidenca perzijskih cesarjev iz rodbine Safavidov. UNESCO je palačo in trg zaradi kulturnega in zgodovinskega pomena vpisal na seznam svetovne dediščine. Palača je visoka 48 metrov in ima šest nadstropij, vsako je dostopno po težkem spiralnem stopnišču. V šestem nadstropju Glasbene dvorane so v stenah globoke krožne niše, ki imajo ne le estetsko vrednost, ampak tudi akustično. Ālī Qāpū velja za najboljši primer safavidske arhitekture in simbol iranske islamske dediščine.
Ime Ali Qapu iz perzijščine 'Ālī (kar pomeni "cesarski" ali "veliki") in azerbajdžanskega Qāpū (kar pomeni "vrata") je dobil ta kraj, saj je bil tik ob vhodu v safavidske palače, ki segajo od Trga Nakš-e Džahan do avenije Čahar bag. Stavba, še ena čudovita safavidska stavba, je bila zgrajena z odlokom šaha Abasa I. v začetku 17. stoletja. Tu je veliki monarh gostil plemenite obiskovalce in tuje veleposlanike. Šah Abas je tu prvič praznoval Novruz (iransko novo leto) leta 1006 AH / 1597 n. št.
Ali Qapu je bogat z naturalističnimi stenskimi slikami Reze Abbasija, dvornega slikarja Šaha Abasa I., in njegovih učencev. V njegovih delih so cvetlični, živalski in ptičji motivi. Zelo okrašena vrata in okna palače so bila skoraj vsa oropana v času družbene anarhije. Le eno okno v tretjem nadstropju se je izognilo zobu časa. Ali Qapu je bil v času vladavine šaha sultana Huseina, zadnjega vladarja Safavidov, precej popravljen in obnovljen, vendar je med kratko vladavino vdora Afganistancev ponovno padel v strašno slabo stanje. Pod vladavino Naserja ad-Din šaha Kadžarja (1848–96) so safavidske venčne zidce in cvetlične ploščice nad portalom nadomestile ploščice z napisi.

Šah Abas II. je bil navdušen nad olepševanjem in popolnostjo Ali Qapuja. Njegov glavni prispevek je dal veličastni dvorani, konstruktorjem v tretjem nadstropju. 18 stebrov dvorane je pokritih z ogledali, njen strop pa je okrašen z odličnimi slikami.
V prvem nadstropju je bila pisarna. Na šestem so prirejali kraljeve sprejeme in pogostitve. Največje sobe so v tem nadstropju. Štukaturna dekoracija banketne dvorane je bogata z motivi različnih posod in skodelic. Šesto nadstropje se je popularno imenovalo Glasbena dvorana. Tu so različni ansambli izvajali glasbo in peli pesmi.
Z zgornjih galerij je safavidski vladar opazoval čovgana (polo), vojaške manevre in konjske dirke na trgu Nakž-e Džahan.
Palača je upodobljena na hrbtni strani iranskega bankovca za 20.000 rialov. Palača je upodobljena tudi na hrbtni strani serije iranskih bankovcev za 20 rialov iz leta 1953.

## Vzrok denominacije
Ali Qapu ima več konotacij, vendar na splošno pomeni vhod ali vrhovna vrata v kompleks palač in javnih stavdb vlade Safavidov.

## Faze gradnje
Stavba Ali Qapuja je bila ustanovljena v več fazah, začenši od stavbe z enojnimi vrati, z vhodom v kompleks vladnih stavb, in se postopoma razvijala, končala v obstoječi obliki. Obdobje razvoja z intervali je trajalo približno sedemdeset let.
Prva faza: Začetna stavba, ki je služila kot vhod v kompleks, je bila kubične oblike in dvonadstropna, z dimenzijami 20 x 19 metrov in višino 13 metrov.
Druga stopnja: Temelj zgornje dvorane, zgrajen na vhodnem predprostoru, kubične oblike nad začetno kockasto konstrukcijo enake višine v dveh vidnih nadstropjih.
Tretja faza: Temelj petega nadstropja, Glasbena dvorana, zgrajena v spodnji dvorani, z uporabo osrednjega prostora za svetlobo in s tem poudarjena navpična razširitev.
Četrta faza: Temelj vzhodne verande ali paviljona, ki se širi proti trgu, podprt s stolpno zgradbo. Z temeljenjem te verande je bila vhodna veža razširjena vzdolž glavnih vrat in prehoda na tržnico, pravokotno na vzhodni bok stavbe.
Peta faza: Temelj lesenega stropa balkona, ki ga podpira 18 lesenih stebrov, sočasno s postavitvijo stropa je bilo zgrajeno dodatno stopnišče južnega boka, ki se je imenovalo Kraljevo stopnišče.
Šesta faza: V tej fazi je bil na severnem boku zgrajen vodni stolp za oskrbo z vodo za bakreni bazen stebrastega balkona. Mavčni okraski v sprejemni zgodbi in Glasbeni dvorani.
Tudi soba v šestem nadstropju je okrašena z mavcem, ki predstavlja lonce in posode, ena pa je znana kot glasbena in zvočna soba. Po prostoru ima izrezljane okraske, ki predstavljajo precejšen umetniški podvig. Te oblike niso bile postavljene tja, da bi delovale kot omare; štukature so najbolj občutljive in ob močnem dotiku razpadejo na koščke. Tako sklepamo, da je bila postavljena v te prostore za okras in dekoracijo. Prostori so bili namenjeni zasebnim zabavam in kraljevim glasbenikom, ta votla mesta v stenah pa so ohranjala odmeve in v vseh delih jasno oddajala zvoke petja in glasbil.

### Okras
Najbolj zanimiva je dekoracija velike sobe v tretjem nadstropju, ki se odpira na veliko dvorano s stebri in ki jo je šah Abas uporabljal za zabavo svojih uradnih gostov. Na srečo so stropi, na katerih so ptice upodobljene v svojih naravnih barvah, brez motenj ostali v prvotnem stanju iz safavidskih časov in so to najboljše strehe v stavbi.
- Pogled spredaj
- Glasbena soba
- Strop v glasbeni sobi
- Zunanjost palače
- Glasbena soba
- Balkon
- Palača s Šahovo mošejo v ozadju
- Stopnišče v palači
- Slika Perzijke